# Professeur Pyg
Vous pouvez aider à l'améliorer ou bien discuter des problèmes sur sa page de discussion.
- Il ne cite pas suffisamment ses sources. Vous pouvez indiquer les passages à sourcer avec {{référence nécessaire}} ou {{Référence souhaitée}}, et inclure les références utiles en les liant aux notes de bas de page. (Marqué depuis juillet 2016)
- Certaines informations devraient être mieux reliées aux sources mentionnées dans la bibliographie ou les liens externes. Améliorez sa vérifiabilité en les associant par des références. (Marqué depuis juillet 2016)

- Archive Wikiwix
- Bing
- Cairn
- DuckDuckGo
- E. Universalis
- Gallica
- Google
- G. Books
- G. News
- G. Scholar
- Persée
- Qwant
- (zh) Baidu
- (ru) Yandex
- (wd) trouver des œuvres sur Wikidata

Le Proff Pyg est un personnage de DC Comics, ennemi de Batman apparu pour la première fois dans le comic book Batman numéro 666, créé par Grant Morrison et Frank Quitely en juillet 2007.

## Origine fictive
Lazlo Valentin est un scientifique travaillant pour l'organisation Spirale, sur un produit aux effets semblables aux symptômes de la maladie d'Alzheimer. Mais l'organisation a tenté de le piéger.
Il s'en sort vivant mais avec des lésions au cerveau. Il s'invente donc l'identité du Professeur Pyg et se met en quête de la perfection du corps humain. Il utilise le Cirque De l'Étrange pour cacher ses activités. Il se sert du produit inventé par la Spirale pour faire oublier aux gens leur identité et les transformer en Dollotron (poupées vivantes sans aucun sentiment, qui ne ressentent pas la douleur et qui, selon Pyg, sont parfaites). Il capture Robin, se fait arrêter par Batman et envoyer au pénitencier de Blackgate.
Il est libéré par le Dr Hurt et essaie de transformer le commissaire James Gordon en Dollotron. Une fois de plus, il se fait arrêter par Batman pour être renvoyé à l'asile d'Arkham.

## Futur et mort alternatifs
Dans un futur alternatif, les membres du Cirque de l'Étrange sont devenus de grands mafieux de Gotham City. Mais Pyg est retrouvé crucifié la tête en bas  dans une église.
Il apparaît dans la renaissance DC (The New 52) quand le syndicat du crime libère les patients de l'Asile d'Arkham. Pyg prend le contrôle de l'asile et fait de nombreuses expériences sur les détenus. Mais, Bane arrive, tue tous les Dollotrons et force Valentin à travailler pour lui.
Dans la série Harley Quinn de 2020, il apparaît dans la saison 4 et cherche à voler les parties parfaites des célébrités de Gotham City. Harley Quinn travaillant avec la Bat Family arretera et tuera Pyg lorsqu'il tentera de voler les fesses parfaites de Nightwing pour l'un de ses dollotrons.

## Description physique
Il est généralement brun ou chauve. Il porte un habit de chirurgien et un masque de cochon abîmé. Dans le comics Son of Batman, il est habillé comme une personne normale. Il est souvent représenté avec un nez allongé.

## Description mentale
Il est obsédé par la perfection, ce qui le pousse à être extrêmement violent d'autant plus qu'il n'hésite pas à transformer, généralement par une opération chirurgicale contenant coupure, ses victimes qui peuvent être n'importe qui afin de les rendre "parfaites" ( ce qu'il considère être des Dollotrons)
Il aime la musique d'opéra.

## Œuvres où le personnage apparaît

### Série télévisée
- Prenez Garde à Batman! : série télévisée d'animation en infographie, diffusée en 2013, pour un total de 26 épisodes. Professeur Pyg y est accompagné d'un acolyte, Mister Toad, un humanoïde à tête de crapaud, d'où son nom.

### Comics
- Batman and Robin vol.1 : Il y affronte Batman (Dick Grayson) et Robin (Damian Wayne)

### Films et séries
- Gotham, saison 1 épisode 3 : le masque du Professeur Pyg apparaît sur le visage de l'homme au ballon. Il réapparaît ensuite comme ennemi de l'épisode 6-11 de la saison 4. Il est interprété par l'acteur Michael Cerveris.
- Son Of Batman : il apparaît durant l'enquête de Damian Wayne sur le Joker. Il ordonne à ses Dollotrons de tuer Batman.
- Suicid Squad: Hell to pay  : Il est enlevé par la fille  de Vandal Savage, pour qu'il implante une carte magique dans le corps de son père. Il accepta mais une fois son travail terminé il fut éliminé par Vandal Savage.

### Jeux vidéo
- Batman : Arkham Knight : il est l'ennemi à battre à la fin de la mission secondaire Le Crime Parfait. Il commet des meurtres troublants. Pour connaître l'endroit de sa prochaine victime, il faut suivre une musique d'opéra. On se rend compte que les victimes ont été enlevées là où le Cirque de l'Étrange est passé lors d'une tournée. Batman se rend au salon de beauté de Pyg pour l'interroger. Après avoir battu ses Dollotrons, Batman l'enferme dans une cellule de détention au commissariat. VF : Serge Thiriet